# Roches-lès-Blamont
Pour les articles homonymes, voir Roches.
Roches-lès-Blamont est une commune française située dans le département du Doubs, la région culturelle et historique de Franche-Comté et la région administrative Bourgogne-Franche-Comté.
Les habitants de Roches-lès-Blamont sont appelés les sans-sous .
en patois : Rouetche-dô-Bianmont.

## Géographie

### Toponymie
Rupibus en 1040 ; Rochai en 1181 ; Roches en 1279 ; Roches propre-Blammont en 1316 ; Roiches devant Blammont en 1385 ; Roiche au XVe siècle ; Rouche en 1516 ; Roiches, Roches devant Blanmont en 1588.
Roches-lès-Blamont est située sur le plateau de Blamont.

### Climat
Pour des articles plus généraux, voir Climat de la Bourgogne-Franche-Comté et Climat du Doubs.
En 2010, le climat de la commune est de type climat de montagne, selon une étude du Centre national de la recherche scientifique s'appuyant sur une série de données couvrant la période 1971-2000. En 2020, Météo-France publie une typologie des climats de la France métropolitaine dans laquelle la commune est dans une zone de transition entre le climat semi-continental et le climat de montagne et est dans la région climatique  Jura, caractérisée par une forte pluviométrie en toutes saisons (1 000 à 1 500 mm/an), des hivers rigoureux et un ensoleillement médiocre. 
Pour la période 1971-2000, la température annuelle moyenne est de 9,3 °C, avec une amplitude thermique annuelle de 17,1 °C. Le cumul annuel moyen de précipitations est de 1 328 mm, avec 13,4 jours de précipitations en janvier et 11 jours en juillet. Pour la période 1991-2020, la température moyenne annuelle observée sur la station météorologique de Météo-France la plus proche, « Saint-Dizier-L'eveque_sapc », sur la commune de Saint-Dizier-l'Évêque à 11 km à vol d'oiseau, est de 10,1 °C et le cumul annuel moyen de précipitations est de 1 099,4 mm. 
La température maximale relevée sur cette station est de 37 °C, atteinte le 13 août 2003 ; la température minimale est de −17,4 °C, atteinte le 20 décembre 2009,,. 
Les paramètres climatiques de la commune ont été estimés pour le milieu du siècle (2041-2070) selon différents scénarios d'émission de gaz à effet de serre à partir des nouvelles projections climatiques de référence DRIAS-2020. Ils sont consultables sur un site dédié publié par Météo-France en novembre 2022.

## Urbanisme

### Typologie
Au 1er janvier 2024, Roches-lès-Blamont est catégorisée commune rurale à habitat dispersé, selon la nouvelle grille communale de densité à 7 niveaux définie par l'Insee en 2022.
Elle est située hors unité urbaine. Par ailleurs la commune fait partie de l'aire d'attraction de Montbéliard, dont elle est une commune de la couronne,. Cette aire, qui regroupe 137 communes, est catégorisée dans les aires de 50 000 à moins de 200 000 habitants,.

### Occupation des sols
L'occupation des sols de la commune, telle qu'elle ressort de la base de données européenne d’occupation biophysique des sols Corine Land Cover (CLC), est marquée par l'importance des territoires agricoles (52,2 % en 2018), une proportion identique à celle de 1990 (52,2 %). La répartition détaillée en 2018 est la suivante : 
forêts (42,2 %), prairies (34,1 %), zones agricoles hétérogènes (7,2 %), terres arables (6,3 %), zones urbanisées (5,6 %), cultures permanentes (4,6 %). L'évolution de l’occupation des sols de la commune et de ses infrastructures peut être observée sur les différentes représentations cartographiques du territoire : la carte de Cassini (XVIIIe siècle), la carte d'état-major (1820-1866) et les cartes ou photos aériennes de l'IGN pour la période actuelle (1950 à aujourd'hui).

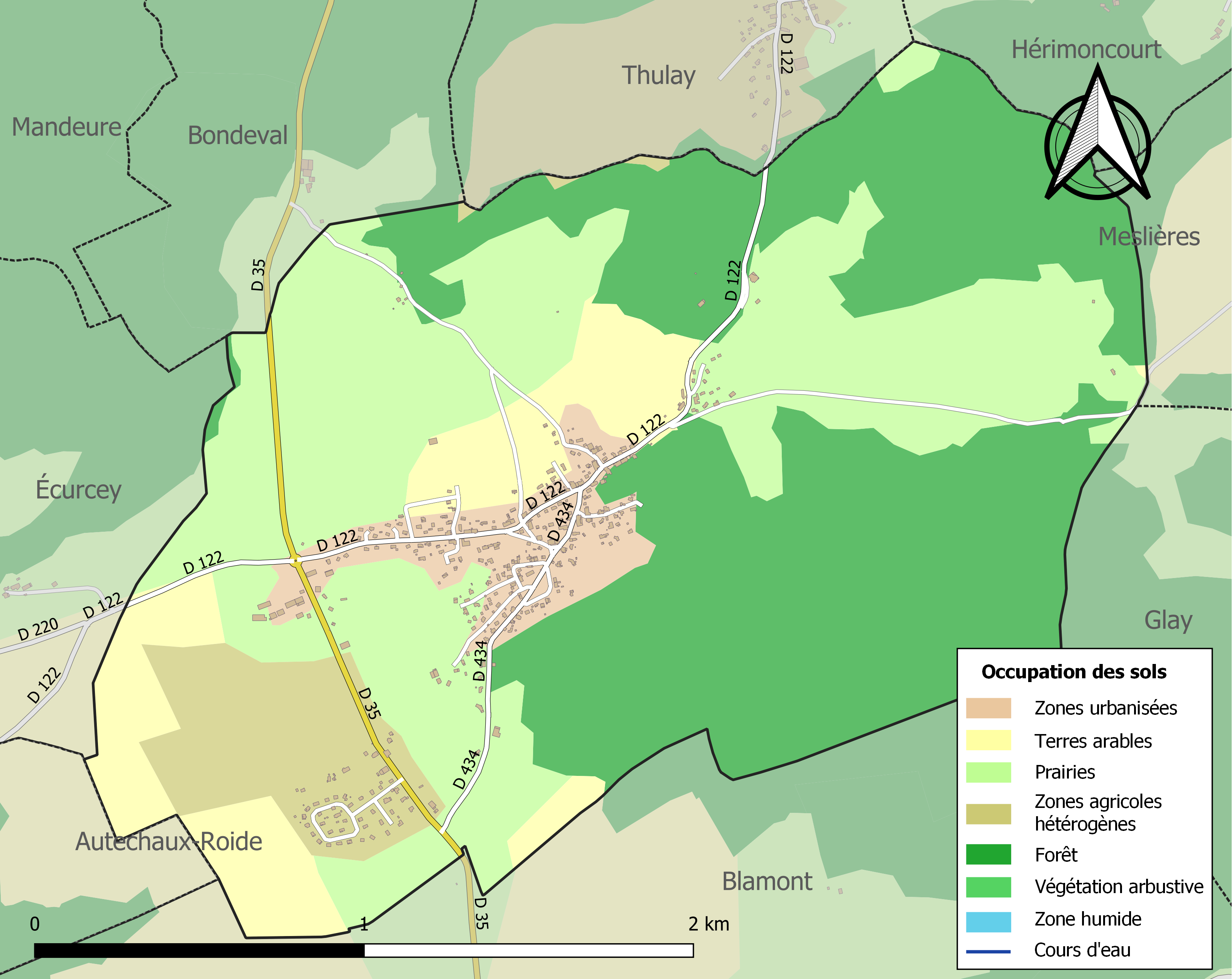
Carte des infrastructures et de l'occupation des sols de la commune en 2018 (CLC).

## Histoire
Préhistoire :
Des fouilles ont mis en évidence un camp préhistorique, dans la forêt de "Chataillon" dont l'occupation s'est étendue du Néolithique moyen jusqu'à l'âge du bronze ancien. Cet habitat était situé sur un éperon barré par un rempart et une terrasse.

## Héraldique
|  | Les armes de la commune se blasonnent ainsi : De gueules aux deux bars adossée d’argent. |

## Politique et administration

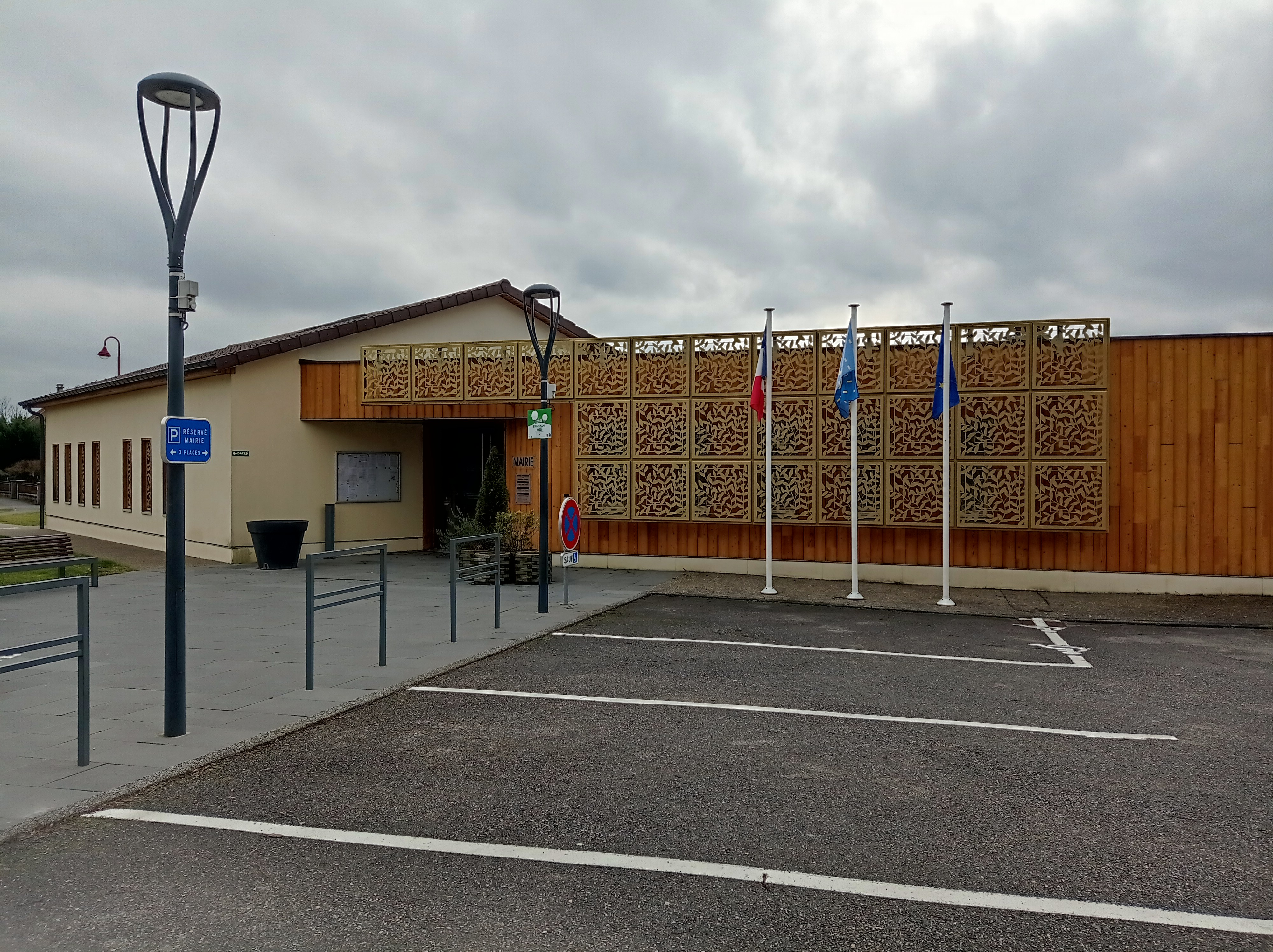
La mairie

| Période                                  | Période                     | Identité                                          | Étiquette | Qualité                    |
| ---------------------------------------- | --------------------------- | ------------------------------------------------- | --------- | -------------------------- |
| mars 2008                                | 2014                        | Michel Jacotet                                    |           |                            |
| mars 2014                                | En cours (au 1er juin 2020) | Georges Haberstich Réélu pour le mandat 2020-2026 | SE        | Retraité Fonction publique |
| Les données manquantes sont à compléter. |                             |                                                   |           |                            |

## Démographie
L'évolution du nombre d'habitants est connue à travers les recensements de la population effectués dans la commune depuis 1793. Pour les communes de moins de 10 000 habitants, une enquête de recensement portant sur toute la population est réalisée tous les cinq ans, les populations de référence des années intermédiaires étant quant à elles estimées par interpolation ou extrapolation. Pour la commune, le premier recensement exhaustif entrant dans le cadre du nouveau dispositif a été réalisé en 2004.

En 2022, la commune comptait 611 habitants, en évolution de −4,53 % par rapport à 2016 (Doubs : +1,88 %, France hors Mayotte : +2,11 %).
| 1793 | 1800 | 1806 | 1821 | 1831 | 1836 | 1841 | 1846 | 1851 |
| ---- | ---- | ---- | ---- | ---- | ---- | ---- | ---- | ---- |
| 264  | 312  | 318  | 368  | 374  | 356  | 365  | 385  | 394  |

| 1856 | 1861 | 1866 | 1872 | 1876 | 1881 | 1886 | 1891 | 1896 |
| ---- | ---- | ---- | ---- | ---- | ---- | ---- | ---- | ---- |
| 392  | 398  | 413  | 416  | 376  | 385  | 386  | 412  | 392  |

| 1901 | 1906 | 1911 | 1921 | 1926 | 1931 | 1936 | 1946 | 1954 |
| ---- | ---- | ---- | ---- | ---- | ---- | ---- | ---- | ---- |
| 408  | 367  | 350  | 314  | 368  | 349  | 316  | 221  | 269  |

| 1962 | 1968 | 1975 | 1982 | 1990 | 1999 | 2004 | 2006 | 2009 |
| ---- | ---- | ---- | ---- | ---- | ---- | ---- | ---- | ---- |
| 287  | 292  | 377  | 493  | 548  | 574  | 639  | 649  | 640  |

| 2014 | 2019 | 2022 | - | - | - | - | - | - |
| ---- | ---- | ---- | - | - | - | - | - | - |
| 642  | 617  | 611  | - | - | - | - | - | - |

## Lieux et monuments
- Fontaine des Roches (source du Gland) alimentant un lavoir, puis une cascade de tufs (cascade des Roches)

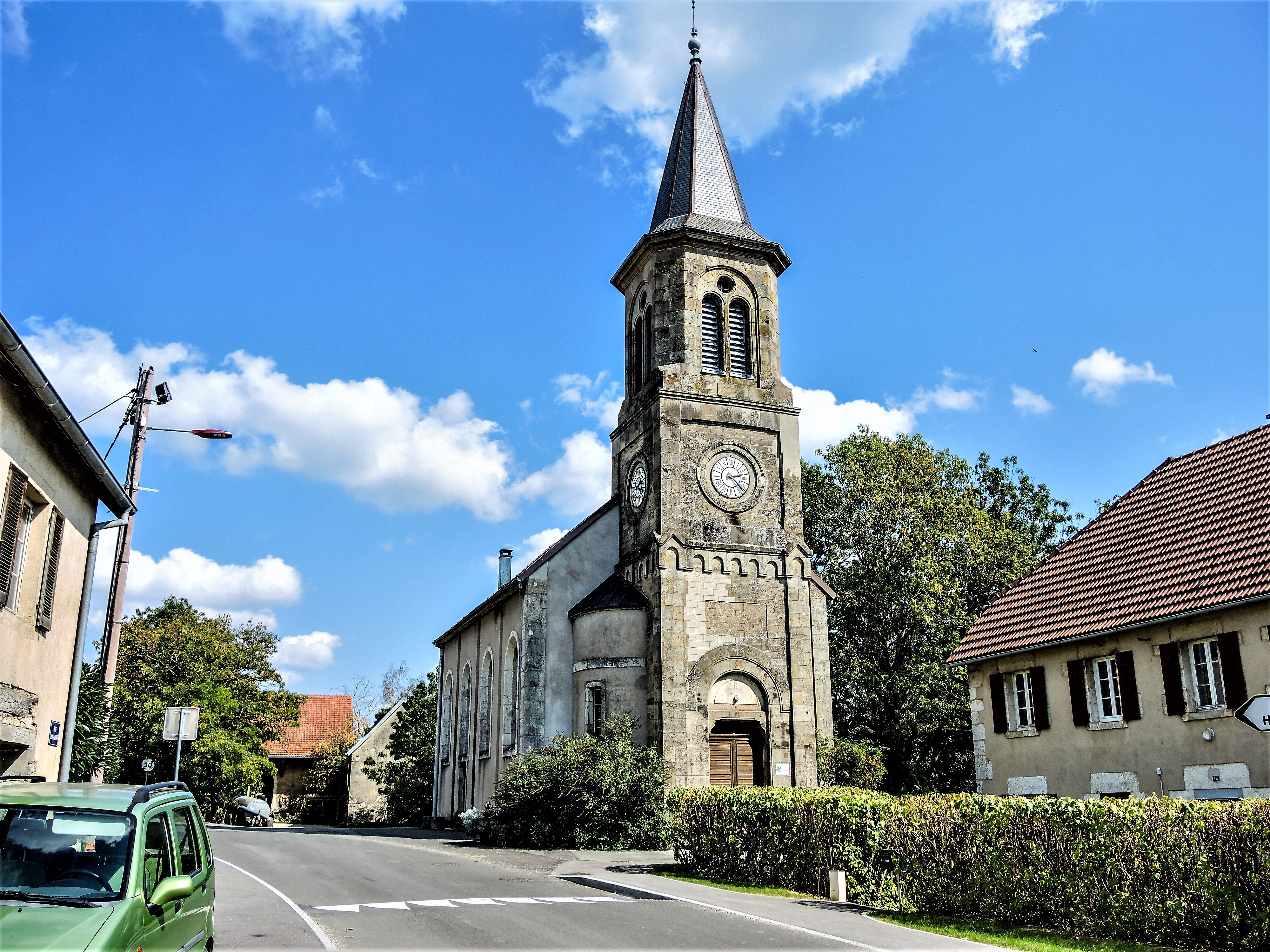
Le temple.
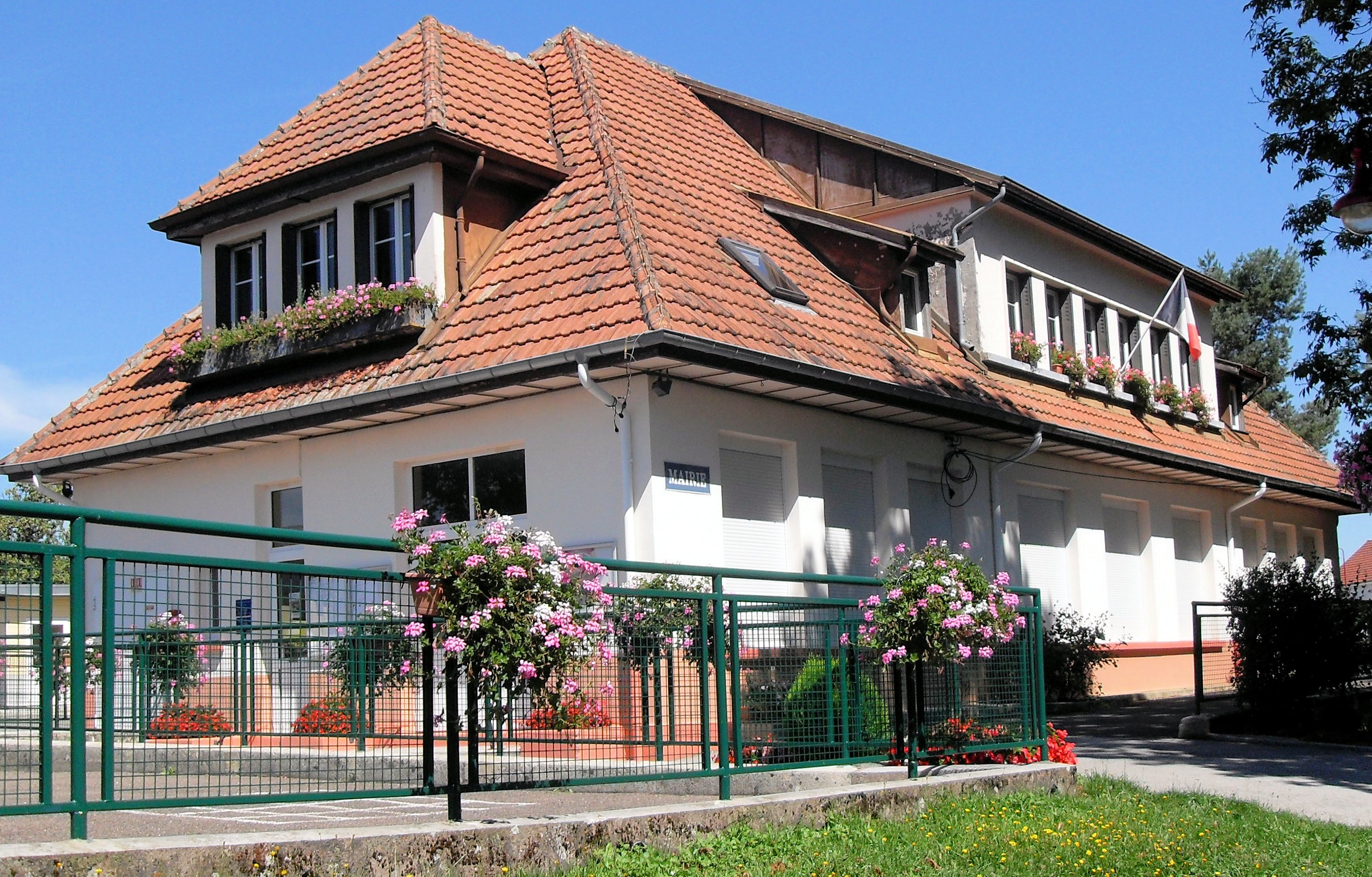
École maternelle intercommunale (ancienne mairie).
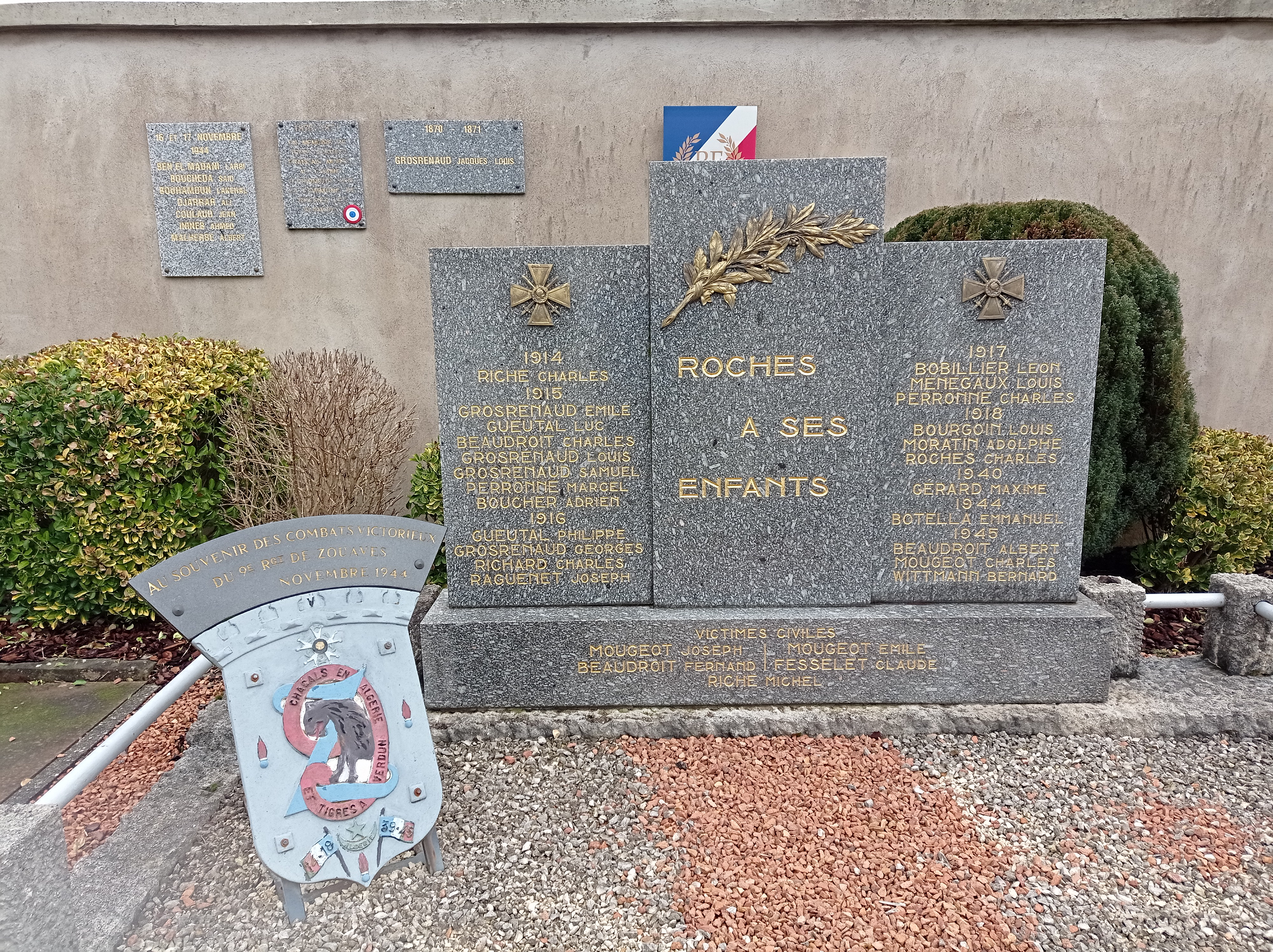
Le monument aux morts de tous les conflits.
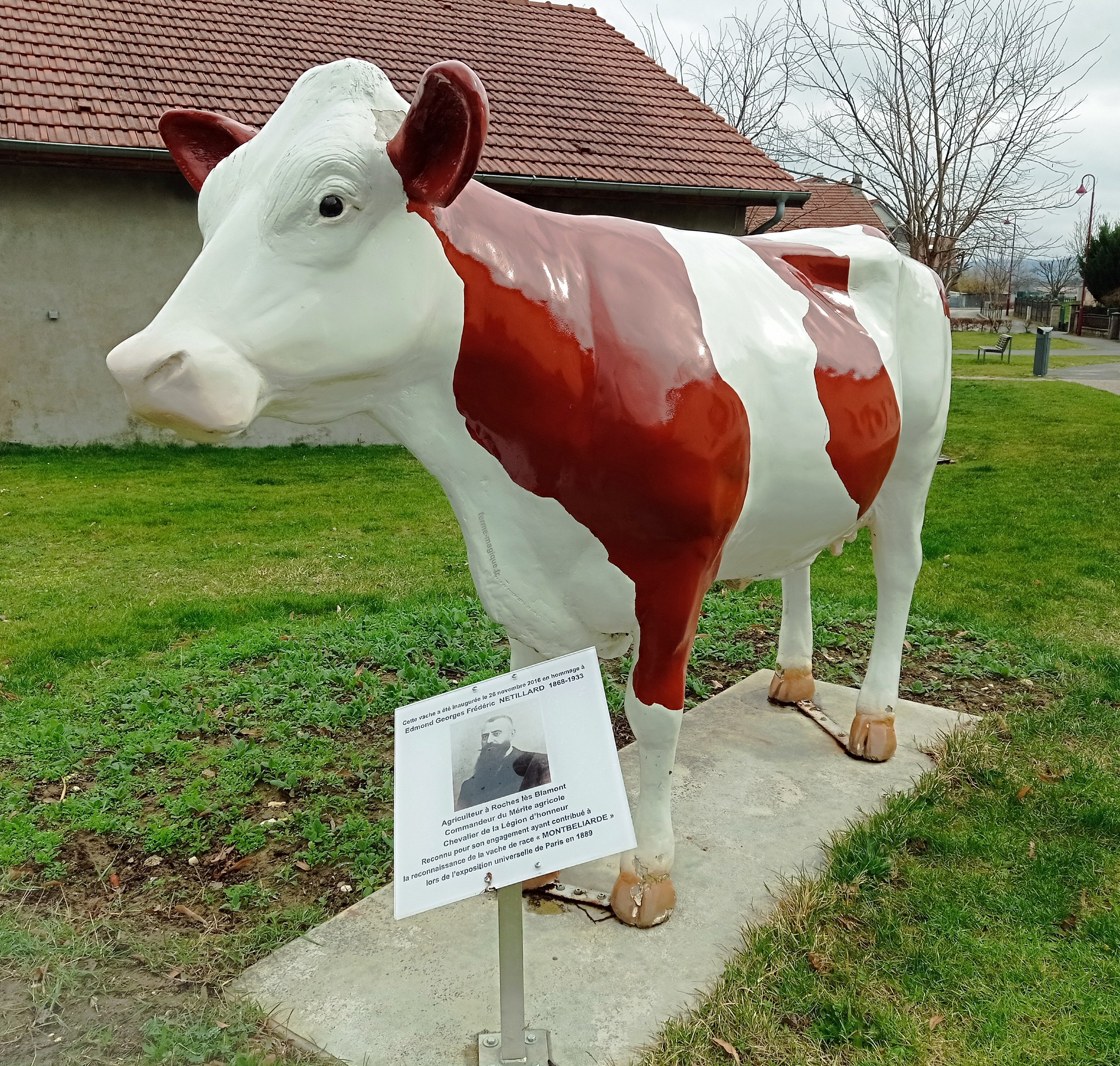
La vache montbéliarde en hommage à Edmond Nétillard.

## Personnalités liées à la commune
- Georges Cuvier, neveu de Jean-Nicolas Cuvier, pasteur à Roches de 1736 à 1787. Il séjourne régulièrement chez son oncle, dont la bibliothèque lui permet de découvrir les travaux de Buffon[20].